# Franz Albert Jüttner
Pour les articles homonymes, voir Jüttner.
Franz Albert Jüttner est né le 23 avril 1865 à Lindenstadt près de Birnbaum, en province de Posnanie, et mort le 1er mai 1926 à Wolfenbüttel en État libre de Brunswick. C'est un illustrateur allemand, connu comme caricaturiste : il a collaboré à la revue satirique Kladderadatsch.

## Biographie

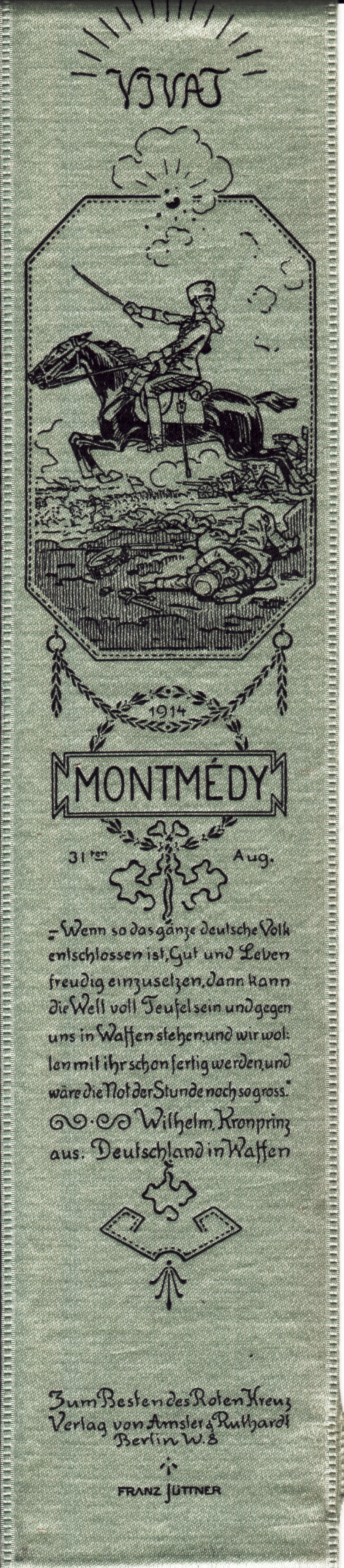
Croix-Rouge berlinoise en 1914

Franz Albert Jüttner est le fils d'un tonnelier. Après ses études, il travaille comme dessinateur à Birnbaum. En 1880 il rejoint son frère aîné à Berlin.
Il travaille comme décorateur dans une entreprise de lithographie puis comme élève du peintre historique 
Ludwig Burger, connu pour ses illustrations des Fables de La Fontaine et formé à Paris par Thomas Couture. Mais Jüttner est un autodidacte, surtout dans son domaine de prédilection, la satire d'actualité politique.
En 1917, il arrête toute activité artistique à la suite d'une dépression nerveuse et se retire à Wolfenbüttel où il décède neuf ans plus tard.

## Œuvre
Ses premiers dessins sont publiés dans une revue locale de son village.
Après une année avec le magazine berlinois Les Guêpes berlinoises (Berliner Wespen), il se tourne définitivement vers la caricature socio-politique dans la presse.
Plein de modestie et d'humour, très laborieux, Jüttner a illustré tous les évènements historiques de la période wilhelmienne, sous le régime de l'empereur Guillaume II. On doit à sa plume alerte de très nombreux portraits de ses contemporains.
Jüttner a été un collaborateur régulier de plusieurs revues : de 1887 à 1892, le Kladderadatsch ; de 1887 à 1917, Les Feuilles amusantes et Les Feuilles volantes dans lesquelles il ridiculise le catholicisme et les Polonais.
Le Train des mécontents, qui caricature un discours du Kaiser Guillaume II en 1892, lui apporte la célébrité : « Malheureusement, les querelles politiques sur les affaires gouvernementales sont devenues banales. Mais les mécontents feraient mieux de secouer la poussière de leurs pantoufles allemandes et de fuir notre pauvre quotidien. Cela leur rendrait un très grand service, et à nous aussi par la même occasion. » C'est également un persiflage sur Le Train de la mort de Gustav Spangenberg.

Caricatures politiques
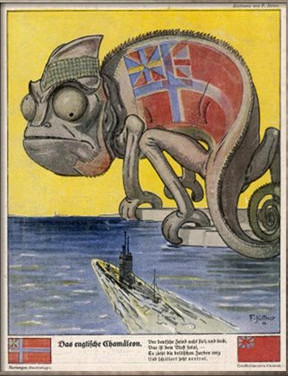
Neutralité britannique
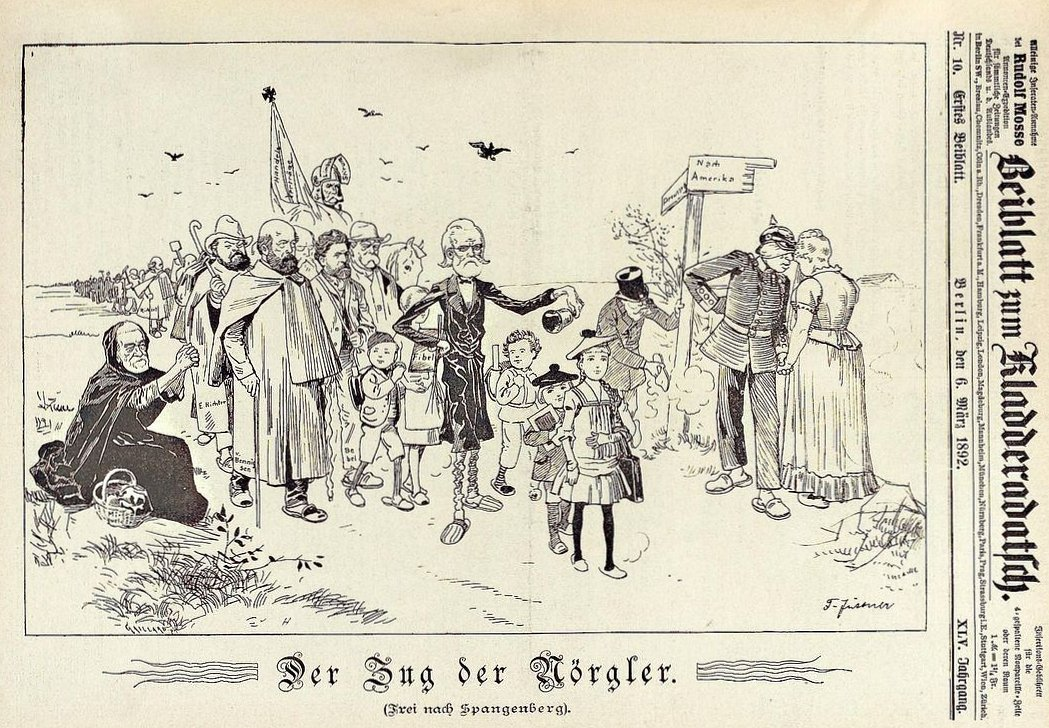
Le train de la mort
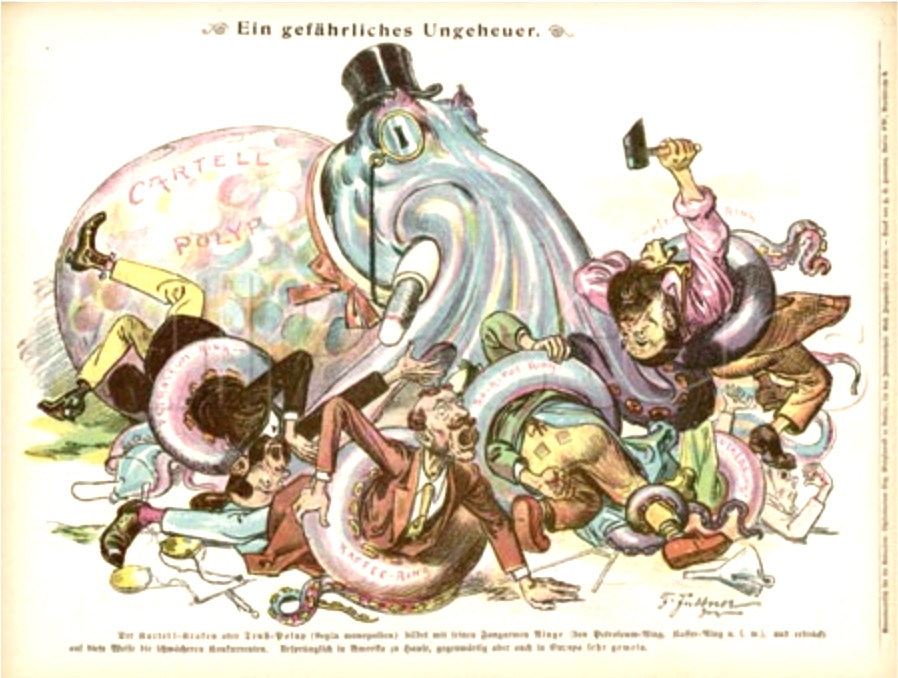
Un monstre redoutable
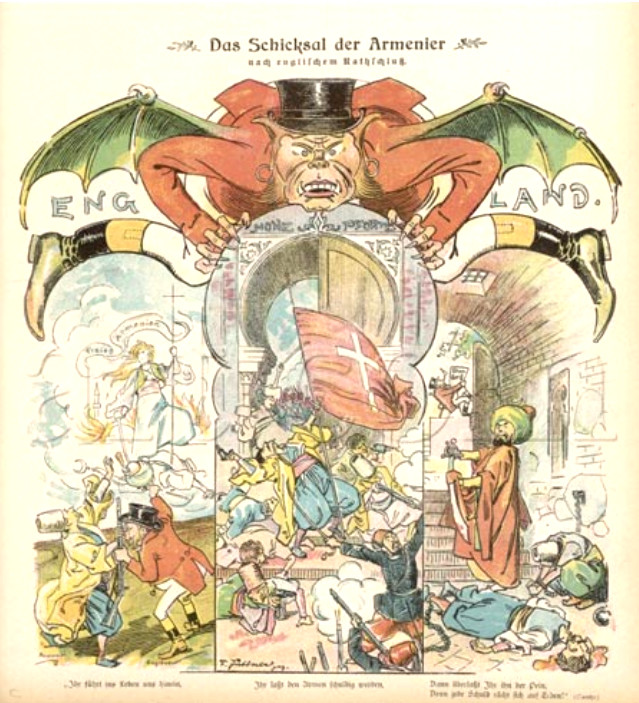
Le destin de l'Arménie

### Illustrations d'albums pour la jeunesse
Entre 1905 et 1910, il illustre de nombreux ouvrages pour la jeunesse, notamment le plus célèbre, Blanche-Neige.
- Bake Cakes! Children love rhymes with drawings by Franz Jüttner[1].
- 1912, Er, Sie, Es., l'album de Franz  Jüttner, Berlin (Dr. Eysler. Ludwig Bate & Kurt Meyer-Rotermund[2].
- 1923, Das Nachtwächterbüchlein (le Petit livre du Veilleur de nuit).
- Der kleine Jäger (Le Petit Chasseur) en collaboration avec Julius Schlattmann.

Les huit illustrations, minutieuses, de Blanche-Neige et leur iconographie ont été traitées comme de véritables tableaux dont la composition a été empruntée à des modèles européens religieux ou profanes de différentes périodes, avec références artistiques aux maîtres du passé, toujours traités avec l'effet miroir. L'inspiration japonisante est présente, sans toutefois aller jusqu'à la stylisation de l'Art nouveau.
1) La composition du premier s'inspire d'une image publiée en 1906 par Wilhelmina Cornelia Drupsteen (1880–1966) où la robe et la traîne de la reine s'étalent en diagonale en travers du tableau, avec le miroir comme point d'orgue ; cette diagonale délimite deux espaces aux lignes géométriques, l'un à droite évoquant l'architecture extérieure d'un château néo-médiéval, l'autre à gauche représentant le mobilier d'une chambre royale, le tout à la mode de Walter Crane et du mouvement Arts & Crafts.
2) Le deuxième tableau représente le milieu forestier sombre et ses troncs d'arbres verticaux, à la manière de Gustave Courbet dans sa Remise de chevreuils au ruisseau de Plaisir-Fontaine, peuplé d'une faune et d'une flore empruntées à Albrecht Dürer. Deux personnages s'opposent, la silhouette aux lignes claires de Blanche-Neige en fuite vers la gauche et, au fond à droite, dans une clairière, repartant vers son château, le bûcheron dont l'attitude rappelle Les Chasseurs dans la neige de Pieter Brueghel l'Ancien.
3) La scène de la découverte de Blanche-Neige endormie par les nains est une reprise de l'Adoration de l'Enfant Jésus par les bergers, mise en valeur par la technique du clair-obscur. Son visage est illuminé par quatre lampes à huile tandis que cet éclairage souligne l'aspect caricatural des visages des nains. L'ensemble traduit une certaine fascination pour l'art sacré et le baroque.
4) La première visite de la belle-mère avec ses lacets reprend la composition de La Modiste-le matin par François Boucher ; le chat n'est plus sur son fauteuil mais montre ses griffes devant la porte.
5) Les mises en garde des nains sont accentuées par la taille de leurs sept bonnets pointus, de la même couleur que la robe de Blanche-Neige, et pointant comme un index conseiller : debout, elle domine la scène par sa taille mais promet de se soumettre à leurs conseils. Le portrait de chaque nain est très réaliste, grotesque, à la manière des paysans de Dürer.
6) La victoire de la belle-mère est une caricature de La Liberté guidant le peuple d'Eugène Delacroix marchant sur les cadavres, comme une remise en question des idéaux révolutionnaires romantiques. Le portrait de Blanche-Neige est une reprise de La Femme au perroquet de Gustave Courbet, mais vêtue de sa robe blanche virginale, la main gauche accrochée à la tenture. Le chat a la même posture agressive que dans le quatrième tableau.
7) Le réveil de Blanche-Neige est représenté sous forme d'une procession de transports de reliques par des personnages portant un costume Renaissance, sous un ciel d'or très Quattrocento. L'incident prosaïque de l'accident d'un des transporteurs est traité dans la partie basse, entre le convoi de soldats à l'arrière-plan et les chiens de chasse au premier plan. Le centre du tableau est occupé par l'échange de regards entre la belle endormie qui se redresse et le cavalier, dans la posture victorieuse de Saint Georges et le Dragon.
8) Le mariage se passe dans la salle du trône du château. Deux personnages à la pose hiératique encadrent la scène, comme deux statues de la Maison de Wettin. Le couple royal adopte la posture de fondeurs de dynastie. Les invités sont habillés à la mode des courtisans français du XVe siècle, les femmes portent le hennin et le voile. Le long voile de la belle-mère retombe en plis. Le geste de refus de la mariée, bras replié, fait écho au geste de rejet de sa belle-mère, bras tendu.

Les huit illustrations de Blanche-Neige
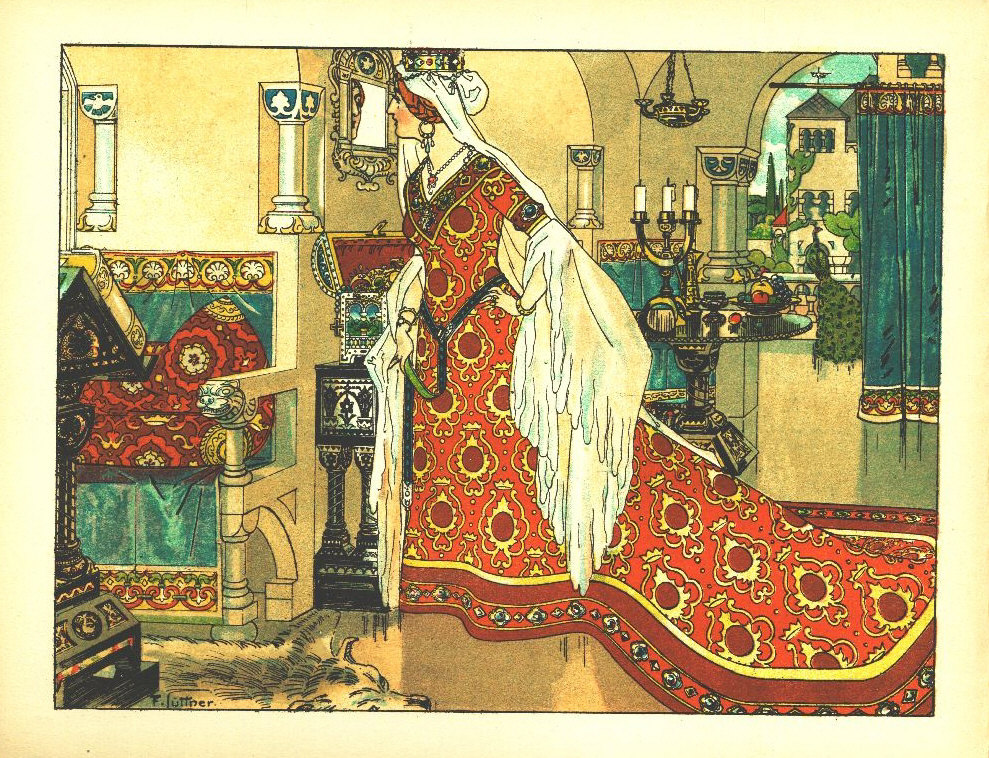
1-Miroir, miroir...
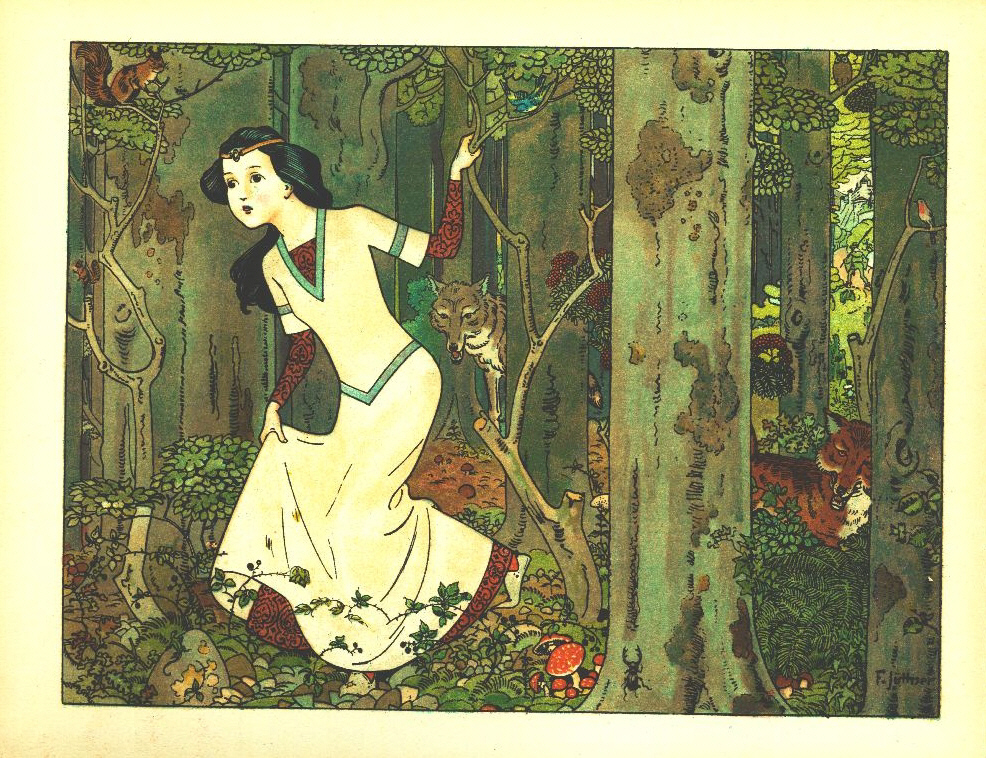
2-La Fuite dans les bois
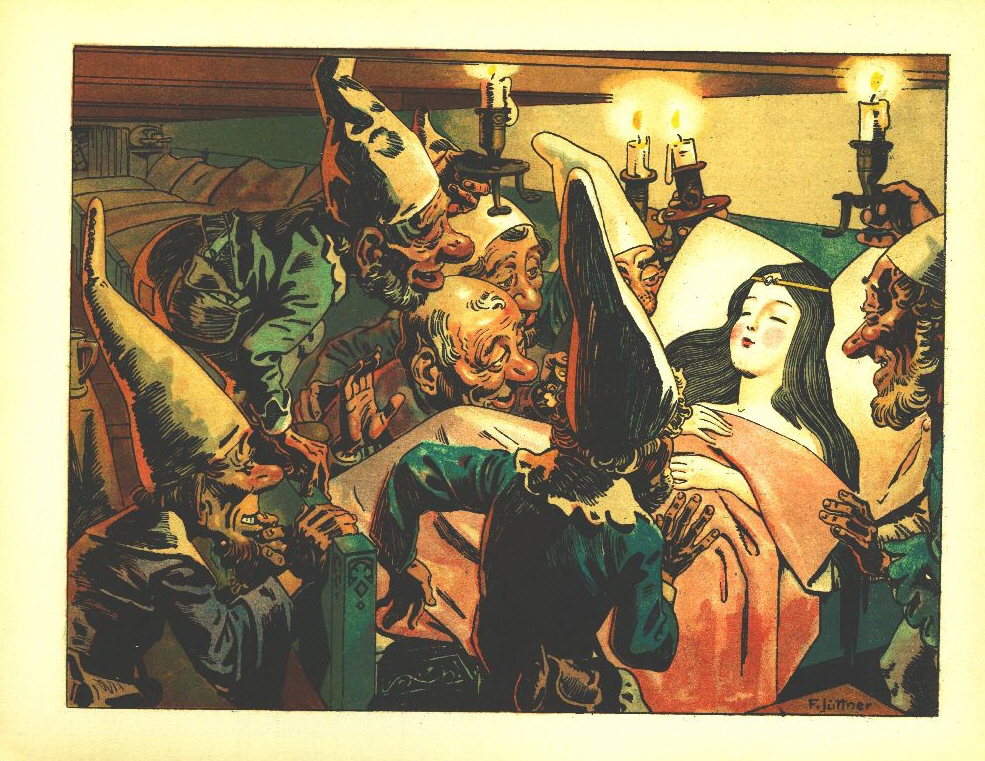
3-La Découverte
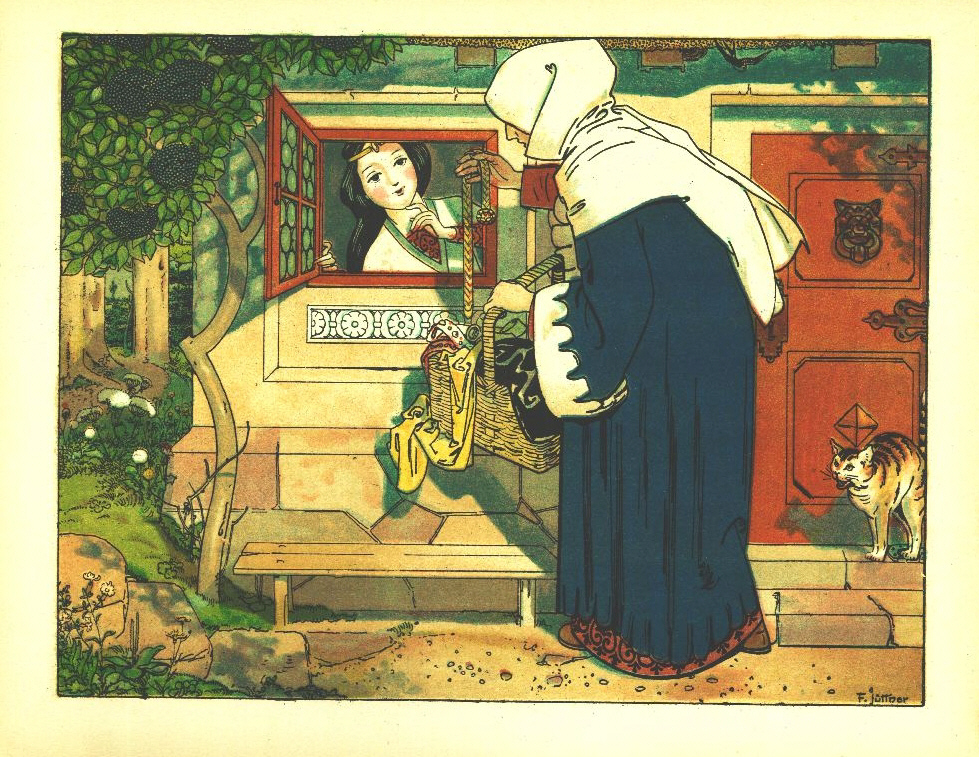
4-La Marchande de lacets
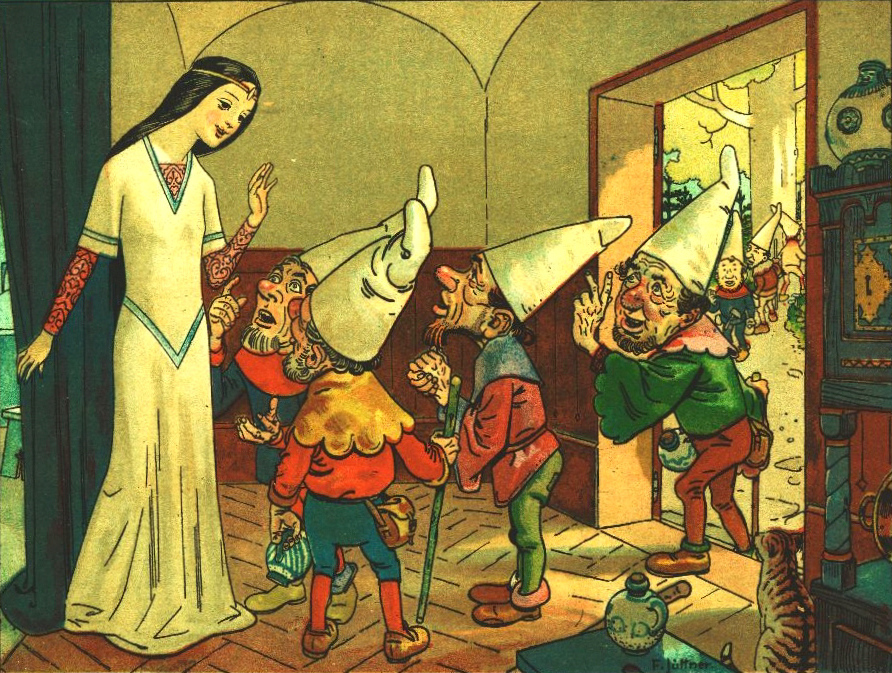
5-Surtout, n'ouvre à personne !
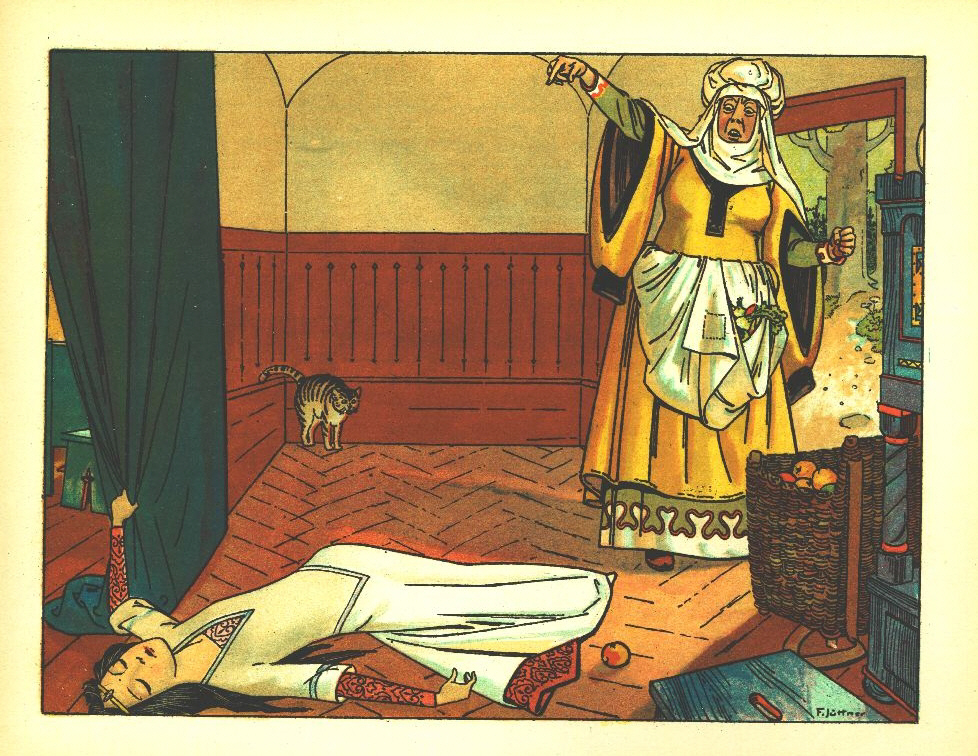
6-Cruelle Victoire
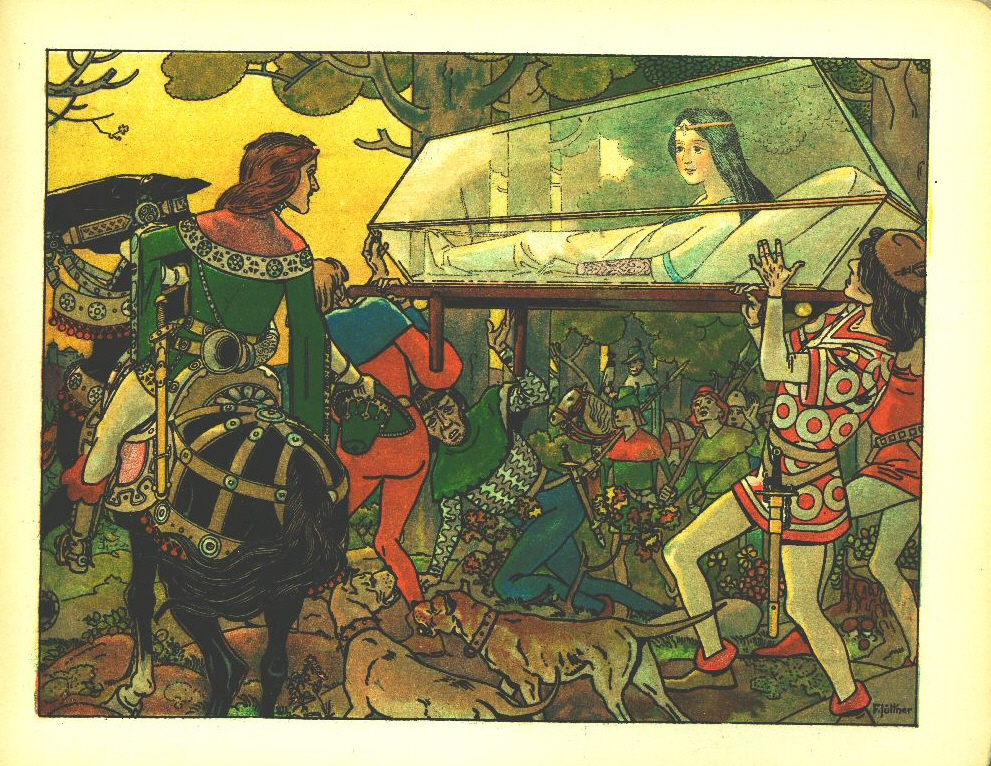
7-Le Réveil
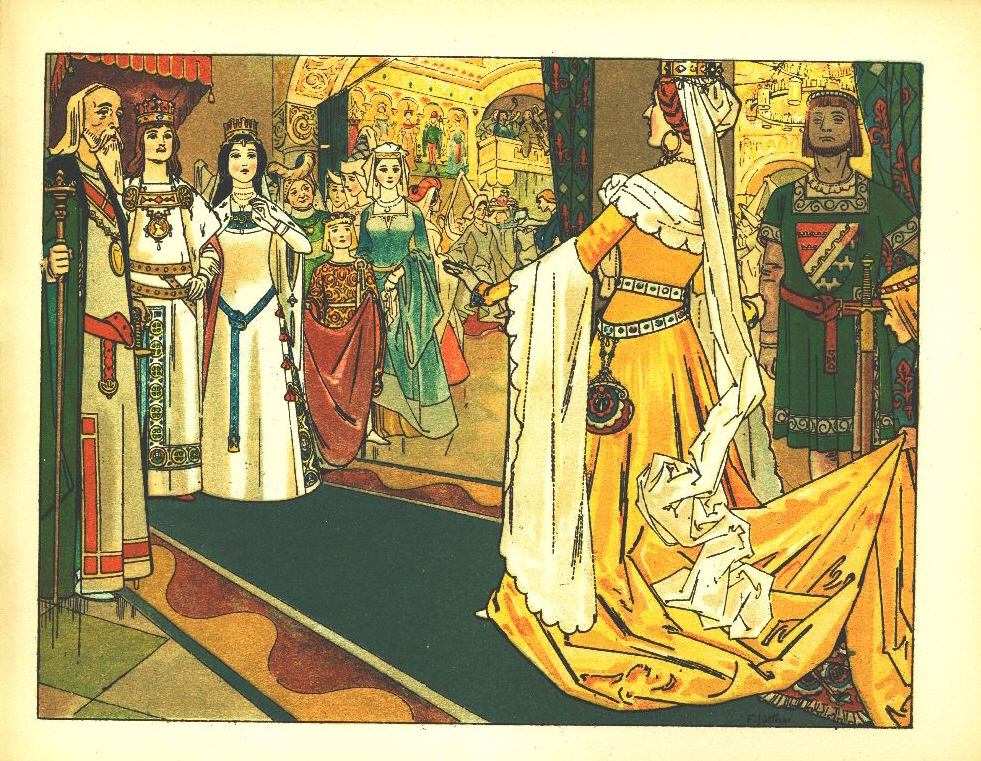
8-Confrontation finale